# 紫来街道
紫来街道，是中华人民共和国黑龙江省绥化市北林区下辖的一个乡镇级行政单位。

## 行政区划
紫来街道下辖以下地区：
东风社区、春雨社区、立新社区和红旗社区。